# Southern African Large Telescope

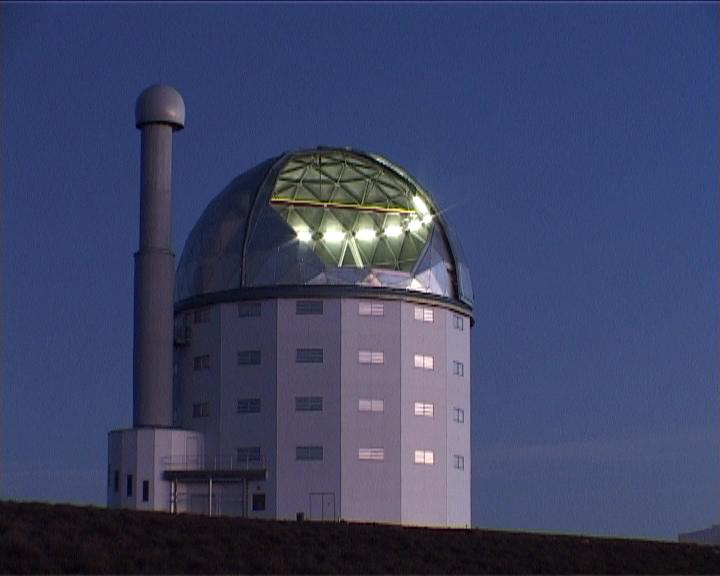
Das Kuppelgebäude des SALT

Das Southern African Large Telescope (SALT) ist ein großes optisches Teleskop in Südafrika.
Das Observatorium befindet sich in der Karoo-Hochebene auf 1760 m Höhe in den Roggeveldbergen, 20 km nordöstlich der Kleinstadt Sutherland. Es ist einer der weltweit dunkelsten Standorte, etwa 400 km nordöstlich von Kapstadt.

## Ausstattung

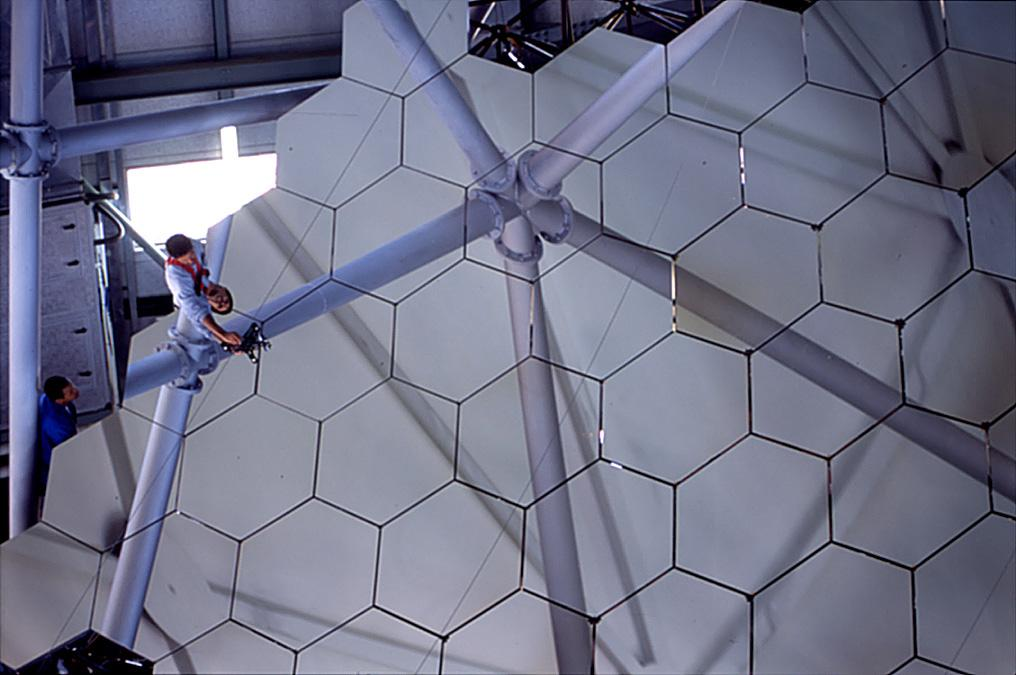
Der segmentierte Hauptspiegel des SALT

SALT ist nach einem kostengünstigen Konstruktionsprinzip gebaut, bei dem der aus 91 hexagonalen Segmenten bestehende Hauptspiegel von etwa 11 m Durchmesser während der Beobachtung stillsteht. Stattdessen folgt ein kleinerer ‚Tracker‘ der Bewegung des Himmels. Die Lichtsammelkraft entspricht der eines konventionellen Teleskops von 9 bis 10 m Hauptspiegeldurchmesser. Es besitzt, ähnlich dem Hobby-Eberly-Teleskop, einen festen Höhenwinkel (Zenitdistanz 37°) und lässt sich nur im Azimut bewegen. Die Kosten beliefen sich auf rund 20 Mio. US-Dollar.
An SALT beteiligt sind Forschungsinstitute in Südafrika, Polen, USA, Deutschland, Großbritannien, Indien und Neuseeland. Im Mai 2005 wurde das letzte Spiegelsegment eingesetzt und im September erste Himmelsaufnahmen veröffentlicht. Die offizielle Eröffnung war am 10. November 2005.  Die Bildqualität blieb jedoch anfangs hinter den Erwartungen zurück und war erst 2010 nach Reparaturmaßnahmen zufriedenstellend.